# Tony Gatlif
Michel Dahmani (Argel; 10 de septiembre de 1948), conocido como Tony Gatlif, es un director, músico, guionista, productor y actor francés de ascendencia gitana y argelina. Se ha destacado en el cine por sus películas las cuales exploran en su mayoría la cultura y cosmovisión del pueblo gitano.
Durante su carrera Gatlif ha sido reconocido con varios galardones y entre los más destacados están la Palma de Oro en el Festival Internacional de Cine de Cannes a la mejor dirección por el filme Exils, y dos Premios César por sus composiciones musicales en las películas Vengo y Gadjo dilo.

## Biografía

### Primeros años
Tony Gatlif nació el 10 de septiembre de 1948 en la ciudad de Argel, lugar donde vivió la mayor parte de su niñez. En el año 1960 abandonó su país a causa de la guerra de Independencia de Argelia (1954-1962) y se trasladó a la ciudad de París, Francia. Cuando cursaba la secundaria tuvo su primer acercamiento con el cine, debido al temprano contacto con un proyector de 16mm que había sido adquirido por su profesor para discutir sobre películas en clase. De esta manera descubrió su pasión por el cine.
Cuando se estableció en Francia afrontó una situación económica compleja y cayó en el mundo de la delincuencia. Pasó varios años viviendo como vagabundo en las calles de París y guareciéndose en los cines Grand Boulevards. La suerte llegó a su vida en 1966, cuando después de ver la presentación de la obra de teatro Du Vent Dans Les Branches De Sassafras, entró en el camerino del actor Michel Simon, el cual instantáneamente reconoció su talento y redactó una carta dirigida hacia su agente para que le diese una oportunidad. A partir de este momento, Gatlif empezó su formación profesional y se enroló en clases de actuación.

### Carrera cinematográfica
Su debut actoral fue en 1971 en una obra teatral de Edward Bond dirigida por Claude Regy. En esta etapa de su vida decidió incursionar en la escritura y redactó su primer guion basado en sus experiencias pasadas en la delincuencia y lo tituló La rage au poing. Asimismo, su primera oportunidad como director llegó en el año de 1975 en el filme La tete en ruine, sin embargo, el lanzamiento comercial de la película nunca se realizó en Francia.
En el año de 1978 dirigió y plasmó la historia de la guerra de Independencia de Argelia en la película La terre au ventre, en la cual utilizó la vida de Andreas Baader como referencia. Tres años más tarde Gatlif elaboró su primer filme enfocado en la subcultura de los gitanos titulado Corre gitano y rodado en España. Pero su verdadero triunfo y debut como director fue en la película Les princes, en la cual muestra los problemas que afrontan los gitanos que emigran a París.
En el año de 1985 en colaboración con el director afamado Gerard Levovici presentó la película Rue du départ, un drama que se desarrolla en los barrios pobres de París y donde dos jóvenes luchan por salir adelante y librarse de su situación económica. Posteriormente Gatlif presentó la película Latcho Drom, que documenta la vida y la constante migración de distintos músicos gitanos procedentes de países como Egipto, Turquía, India, Hungría, Eslovaquia, Rumania, Francia y España. Esta película se convirtió en la primera parte de una trilogía completada después de un lapso de quince años con los filmes Gadjo dilo y Mondo. 
En Gadjo dilo (payo loco), Gatlif nuevamente analiza la cultura romaní y en especial su música. En este filme el personaje principal Stephane, realiza un viaje musical a una comunidad romaní en busca de la cantante Nora Luca y encara un choque cultural entre la cultura occidental y el la del pueblo gitano.

## Filmografía

### Director
| Año  | Título                                  | Notas                          |
| ---- | --------------------------------------- | ------------------------------ |
| 1975 | La tête en ruine                        |                                |
| 1979 | La Terre au ventre                      |                                |
| 1982 | Corre gitano                            |                                |
| 1983 | Les princes                             |                                |
| 1985 | Rue du départ                           | También guionista              |
| 1989 | Pleure pas my love                      | También guionista              |
| 1990 | Gaspard et Robinson                     | También guionista              |
| 1993 | Latcho Drom                             |                                |
| 1995 | Mondo (1995)                            |                                |
| 1997 | Gadjo Dilo                              | También guionista              |
| 1998 | Je suis né d'une cigogne                | También guionista              |
| 1999 | Je suis né d'une cigogne                |                                |
| 2000 | Vengo                                   |                                |
| 2001 | Swing                                   | También guionista              |
| 2004 | Visions of Europe                       |                                |
| 2005 | Exils                                   | También guionista y compositor |
| 2006 | Transylvania                            |                                |
| 2009 | Korkoro                                 |                                |
| 2010 | On bosse ici! On vit ici! On reste ici! | Codirector                     |
| 2012 | Indignados                              | Documental                     |
| 2014 | Geronimo                                |                                |
| 2017 | Djam                                    |                                |

### Actor
| Año  | Título                        | Personaje             | Notas |
| ---- | ----------------------------- | --------------------- | ----- |
| 1973 | Cat's Soup                    | Personaje desconocido |       |
| 1975 | La Rage au poing              | Eric Hung             |       |
| 1975 | L'Agression                   | Gérard Pirès          |       |
| 1976 | Celui qui ne te ressemble pas | Jes                   |       |
| 1978 | Aldo                          | Personaje desconocido |       |
| 1979 | La Terre au ventre            | Le F.L.N.             |       |
| 1983 | Les Princes                   | Léo                   |       |
| 1986 | Havre                         | Juliet Berto          |       |
| 2002 | Lulu                          | Jean-Henri Roger      |       |
| 2003 | Un petit service              | Pedro Moreno          |       |
| 2003 | Leave Your Hands on My Hips   | Espectador            |       |
| 2015 | Chant d'hiver                 | Truand                |       |

### Productor
| Año  | Título         | Director            | Notas      |
| ---- | -------------- | ------------------- | ---------- |
| 2000 | Vengo          | Tony Gatlif         |            |
| 2001 | Comme un avion | Marie-France Pisier |            |
| 2004 | Exils          | Tony Gatlif         |            |
| 2009 | Korkoro        | Tony Gatlif         |            |
| 2012 | Indignados     | Tony Gatlif         | Documental |
| 2014 | Geronimo       | Tony Gatlif         |            |

### Compositor
| Año  | Título       | Notas |
| ---- | ------------ | --- |
| 1983 | Les Princes  | |
| 2000 | Vengo        | Escritor: "Fusion Flamenco Soufi" Letra: «Nací en Alamo», «Techno a El Rey», «Mécanique Garage» |
| 2004 | Exils        | Letras: «Exils», «1,2,3 Nada Mas», «Manifeste», «Noir Et Blanc», «Quin Quin», «Ceux Qui Nous Quittent», «Algeria», «Buleria», «Les Bouteilles», «Séparé de Ses Frères», «Transe»                                                          |
| 2006 | Transylvania | Letras: «Fureur», «Tchiki Tchiki», «Je t'ai cherche» Arreglista: «Mamaliga», «Mahala», «Fete des masques», «Libre zingarina», «Promesse», «Le souffle», «Fureur», «Dechirant», «Le chant du Pope», «Regret», «Je t'ai cherche», «Le vent» |

## Premios
| Año  | Resultado     | Premio                                               | Categoría |
| ---- | ------------- | ---------------------------------------------------- | --- |
| 1983 | Nominado      | Premio César                                         | Premio César al mejor cortometraje de ficción - Corre, gitano                                                                 |
| 1993 | Ganador       | Festival de Cannes 1993                              | Premio especial de Una cierta mirada - Latcho Drom                                                                            |
| 1997 | Ganador       | Festival Internacional de Cine de Locarno            | Premio al jurado ecuménico - Gadjo dilo                                                                                       |
| 1997 | Ganador       | Festival Internacional de Cine de Locarno            | Leopardo de Honor - Gadjo dilo                                                                                                |
| 1997 | Ganador       | Festival Internacional de Cine de Montreal           | Gran Premio de las Américas - Por su trilogía sobre los Gitanos. (Les princes (1982), Latcho drom (1993), Gadjo dilo (1997)). |
| 1997 | Segundo lugar | Muestra Internacional de Cine de São Paulo           | Premio audiencia: Mejor película: Gadjo dilo                                                                                  |
| 1998 | Nominado      | Festival Internacional de Cine de Bruselas           | Mejor película europea - Gadjo dilo                                                                                           |
| 1998 | Ganador       | Chicago International Children's Film Festival       | Mejor película - Mondo |
| 1998 | Ganador       | Festival de Cine de París                            | Premio público - Gadjo dilo                                                                                                   |
| 1998 | Ganador       | Festival Internacional de Cine de Tromsø             | Premio audiencia - Gadjo dilo                                                                                                 |
| 1999 | Ganador       | Premio César                                         | César a la mejor música escrita para una película - Gadjo dilo                                                                |
| 2001 | Ganador       | Premio César                                         | César a la mejor música escrita para una película - Vengo                                                                     |
| 2001 | Ganador       | Festival Internacional de Cine de Estambul           | Premio especial del jurado - Vengo                                                                                            |
| 2004 | Ganador       | Festival Internacional de Cine de Cannes             | Premio a la mejor dirección - Exils                                                                                           |
| 2004 | Nominado      | Festival Internacional de Cine de Cannes             | Palma de Oro - Exils |
| 2005 | Nominado      | Premio César                                         | César a la mejor música escrita para una película - Exils                                                                     |
| 2006 | Ganador       | Festival Internacional de Cine de Flandes            | Premio Georges Delerue - Transylvania                                                                                         |
| 2006 | Nominado      | Festival Internacional de Cine de Flandes            | Gran premio - Transylvania |
| 2011 | Ganador       | Premio Henri-Langlois                                | Humanismo y compromiso |
| 2011 | Nominado      | Premio César                                         | César a la mejor música escrita para una película - Liberté                                                                   |
| 2014 | Nominado      | Festival Internacional de Cine de Locarno            | Premio Variety Piazza Grande - Liberté                                                                                        |
| 2015 | Ganador       | Festival de Cine y Derechos Humanos de San Sebastián | Premio del Festival |